# Cervarese Santa Croce
Cervarese Santa Croce (Selvaréxe o Salvaréxe in veneto) è un comune italiano sparso di 5 533 abitanti della provincia di Padova in Veneto, situato a ovest del capoluogo di provincia.
Situato al confine tra le province di Padova e Vicenza, è famoso per la grande quantità di ditte produttrici di pellicce e per l'estrazione della trachite grigia classica dal colle della frazione di Montemerlo (si tratta di una cava aperta fin da epoca romana).
Inoltre è in forte espansione la produzione di minuterie metalliche, come pure il settore vivaistico.

## Origini del nome
- Cervarese: sicuramente deriva da Silva risium, probabilmente un toponimo tardo latino, indicante una foresta nata nel post impero, dopo la decrescita della popolazione, dovuta alle carestie che erano conseguenti alle orde barbariche che scesero dai passi alpino juli, lungo la consolare Postumia che scendeva a Vicenza o tramite la consolare Annia che passava per Padova. Quindi la centuriazione esistente fra la Riviera Berica, Bastia e le anse del Bacchiglione, rimase non lavorata o solo molto parzialmente lavorata dai pochi agricoltori rimasti; quindi nelle parti non agricole la riforestazione precedente all'arrivo dei Romani, riprese vigore e si espanse riprendendosi quasi totalmente il territorio, quasi come era ai tempi dei Venetkens. Tito Livio patavino, che scriveva per i fasti di Augusto, ricordava di quando i latini arrivarono nella Venetia, scrivendo che era un'immensa, obscura et impenetrabile silva glandaria, cioè "una continua e fitta foresta di querce". La seconda parte della parola, risium è latino e significa "riso, ridere", quindi Cervarese significa: "foresta ridente". Questa foresta poi venne sempre più ridotta dall'aumento della popolazione, che avvenne nel Rinascimento e soprattutto con l'arrivo della pace nel 1404 con la Serenissima. Ecco che forse la ridente foresta, era vista tale perché delimitata da altrettanti ridenti campi di biondo grano.
- Santa Croce: l'antica chiesa del periodo carolingio, combacia con la dedica alla chiesa, tipica di quel periodo, visto che in ogni secolo o/e dominatori, si cambiavano i nomi delle chiese, ma più spesso le nuove chiese e cappelle prendevano il nome voluto dai regnanti di quel tempo.

## Storia
Tutta la zona a sud del Bacchiglione, fra Berici ed Euganei, fu probabilmente centuriata nel I secolo a.C.; una centuriazione perfettamente nord-sud, quindi est-ovest, che a sud finiva contro i colli di Albettone. Due strade abbastanza importanti, ma non con queste direzioni, partono da circa il centro della centuriazione e con un obliquo di 45° circa, finiscono giusto contro la retta delle numerose anse del Bacchiglione, che in periodo romano era in realtà il “Retrone 2 e 3", cioè la 2ª e 3ª migrazione a est dell'antico fiume di Vicetia romana, nella stessa direzione che ebbe la più grossa Brenta, migrata da Vicenza a Padova nel giro di circa soli 2 000 anni e studiata dal Molon sul finire del 1800. Si può presumere quindi che queste due strade, tra l'altro parallele fra di loro, avessero un piccolo porto sul fiume e servissero come strade per il trasporto agricolo di materiale, verdure e sementi prodotte in loco. Probabile direzione maggiore del traffico di questi prodotti, fu la vicina cittadina di Padua, molto meno per Vicetia.
Già centro longobardo, nell'874 è sotto la Diocesi di Padova che vi stabilisce una pieve dei frati benedettini. In epoca medioevale si contrapponeva con il suo castello della Motta e con le fortificazioni fluviali del castello di San Martino della Vaneza agli antistanti territori fortificati vicentini di Montegalda. Subì l'assedio vicentino nel 1198. Il castello della Motta fu infine definitivamente distrutto nel 1312 da Cangrande I della Scala.

### Simboli
Lo stemma e il gonfalone sono stati concessi con decreto del presidente della Repubblica del 3 dicembre 1976.
(D.P.R. del 3 dicembre 1976)
Il gonfalone è un drappo partito di bianco e di azzurro.

## Monumenti e luoghi d'interesse

### Castello di San Martino della Vaneza
Sulla sponda meridionale del Bacchiglione si erge dall'anno mille questo castello come avamposto di difesa militare al confine tra il territorio padovano e quello vicentino. Risparmiato dalle distruzioni ordinate da Ezzelino da Romano, a differenza di molti degli altri castelli a difesa della campagna padovana, fu ceduto nel 1324 alla signoria Carrarese dal Comune di Padova. Durante il periodo della Repubblica di Venezia, a partire dalla prima metà del XVII secolo, il castello ebbe una funzione di porto fluviale. Purtroppo con il declino dei traffici commerciali fu adibito ad abitazione civile e cadde in rovina.
Appartenuto anche alla famiglia Papafava dei Carraresi, a partire dal 1985 fu sottoposto a restauro da parte di enti pubblici ed è ora museo della Provincia di Padova: vi sono conservati reperti archeologici, databili dal tardo Neolitico all'epoca medioevale e moderna, ritrovati dentro e attorno al fiume Bacchiglione.

### Oratorio della Santa Croce
Posto nella frazione di Cervarese, si tratta di un edificio religioso, a navata unica e con pianta a croce latina, che presenta all'interno interessanti lacerti di affresco, riferibili a epoche diverse dall'XI al XVI secolo. Viene menzionato per la prima volta in un documento della Diocesi di Padova datato 2 maggio 874.
È stato recuperato negli anni 1980-1984 grazie a un complesso intervento di restauro promosso dall'amministrazione comunale di Cervarese Santa Croce. È ora adibito a sala per riunioni, convegni e mostre.

### Chiesa dell'Esaltazione della Santa Croce
La chiesa fu costruita a partire dal 1866 fino al 1870 in stile neogotico/neoromanico per sostituire l'oratorio della Santa Croce. Fu costruita su modello della cappella degli Scrovegni a Padova con pianta a una navata con presbiterio e abside ottagonale. Nel 1911 la chiesa venne affrescata e decorata. Il campanile venne costruito agli inizi del novecento e ospita 5 campane: La campana grande detta el campanon de selvarese fusa originariamente nel 1940 poi rifusa nel 1948, la seconda e la terza nel 1940, la quarta fusa nel 2005 tra le ultime campane della fonderia Colbachini, mentre il campanello nel 1930. Nel 1950, dopo la costruzione di nuove chiese nei paesi vicini come Montemerlo e Fossona, Cervarese si vede costretta a costruire una nuova chiesa a 200 metri dalle due chiese precedenti. Dopo la sospensione delle celebrazioni, nel 1966 la chiesa venne abbandonata dando inizio al suo decino. Nel 2014 il tetto della navata crollò distruggendo la volta. Attualmente la chiesa si trova estremamente fatiscente e diroccata con il tetto crollato dell'abside e della navata e una vegetazione consistente all'interno, mentre il campanile, nonostante svolga ancora la sua funzione con le campane ancora in funzione, è molto degradato e pericoloso.

### Villa Trento
Villa Trento, risale alla seconda metà del XVI secolo, e fu eretta inglobando una parte dell'antico monastero benedettino, datato al IX secolo, costruito per promuovere importanti opere di bonifica in tutta la zona circostante. Documenti recenti hanno certificato che nelle vicinanze, esisteva anche una chiesa dedicata alla Santa Croce, di origini paleocristiane, meglio identificata come oratorio della Santa Croce. Nel suo insieme la costruzione mostra i moduli, le dimensioni e l'equilibrio delle case di campagna veneziane concepite e realizzate da Andrea Palladio, disegnate in perfetta armonia dell'ambiente che le circondava.

## Società

### Evoluzione demografica
Abitanti censitiia

## Geografia antropica

### Frazioni
- Fossona - Localizzata lungo l'omonimo scolo, Fossona è stata una località minore di Cervarese sino alla prima metà dell'Ottocento, quando, favorita dalla sua posizione centrale, vi fu trasferito il municipio. Il conseguente sviluppo urbano portò, nel 1950, alla costituzione di una parrocchia autonoma. Conta 1 550 abitanti.
- Montemerlo - Si trova nella zona sud del comune, ai piedi dell'omonimo rilievo dei Colli Euganei. Antico feudo dei Forzatè, che qui possedevano un fortilizio, in passato fu una località marginale e povera, la cui economia era basata sulla cava di trachite euganea da cui tuttora si estrae la varietà "grigia classica di Montemerlo". Negli ultimi anni ha conosciuto un notevole sviluppo e oggi, con 2 700 abitanti, è il centro più popoloso del comune.